# Восточный щитомордник
Восточный щитомордник (лат. Gloydius blomhoffii) — вид ядовитых гадюковых змей из подсемейства ямкоголовых. Видовое латинское название дано в честь голландского торговца Яна Бломхоффа (1779—1853) .

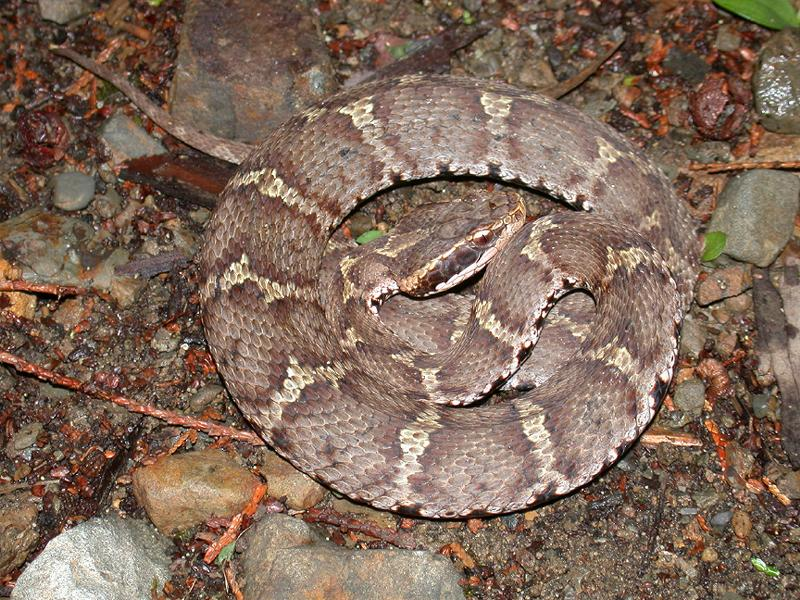
Восточный щитомордник

Общая длина достигает 45—81 см, максимальная длина 91 см. Голова сверху покрыта крупными щитками, которые образуют плоский щит. Зрачок глаза вертикальный. Чешуя на туловище с рёбрышками и двумя апикальными порами. На голове чешуя образует своеобразный гребешок. Спина серо-бежевого, буро-серого или коричневого цвета с широкими охристо-коричневыми кольцами или ромбовидными, парными эллиптическими пятнами. В середине эти пятна светлые, а снаружи окаймлены чёрной полосой. По бокам тела есть ряд тёмных округлых пятен.
Любит влажные, открытые места, опушки леса, высокотравные луга и болота, границы рисовых полей. Активен днём. Питается мелкими грызунами, лягушками, птицами, изредка рыбой.
Яйцеживородящая змея. Осенью самка рождает от 2 до 8 детёнышей длиной около 15 см.
Мясо щитомордников в сушёном виде употребляется в пищу японцами и корейцами. Кроме того, оно считается у них целебным средством против некоторых болезней и поэтому высоко ценится.
Вид распространён на Корейском полуострове, в Японии, северо-восточном Китае, на острове Кунашир (Россия).